# Турлатовское сельское поселение
Турлатовское сельское поселение — муниципальное образование (сельское поселение) в Рязанском районе Рязанской области.
Административный центр — деревня Турлатово.

## История
Турлатовское сельское поселение образовано в 2006 г.

## Население
| 2010  | 2012  | 2013  | 2014  | 2015  | 2016  | 2017  |
| ----- | ----- | ----- | ----- | ----- | ----- | ----- |
| 3272  | ↗3292 | ↗3361 | ↗3384 | ↘3367 | ↘3345 | ↗3382 |
| 2018  | 2019  | 2020  | 2021  |       |       |       |
| ↗3392 | ↘3329 | ↘3283 | ↗3464 |       |       |       |

## Состав сельского поселения
| № | Населённый пункт | Тип населённого пункта          | Население |
| - | ---------------- | ------------------------------- | --------- |
| 1 | Затишье          | село                            | ↘133      |
| 2 | Каменец          | село                            | ↘29       |
| 3 | Марьино-1        | деревня                         | ↗30       |
| 4 | Марьино-2        | деревня                         | 29        |
| 5 | Реткино          | село                            | ↗924      |
| 6 | Турлатово        | деревня, административный центр | ↗2105     |
| 7 | Поленское        | деревня                         | 10        |
| 8 | Синец            | деревня                         | 12        |